# Alchemilla azona
Alchemilla azona é uma espécie de rosácea do gênero Alchemilla, pertencente à família Rosaceae.